# MacMillan Point
MacMillan Point är en udde i Antarktis. Den ligger i Östantarktis. Nya Zeeland gör anspråk på området.
Terrängen inåt land är kuperad åt sydväst, men norrut är den platt. Havet är nära MacMillan Point österut. Trakten är obefolkad. Det finns inga samhällen i närheten. 